# Egle subarctica
Egle subarctica är en tvåvingeart som först beskrevs av Huckett 1965.  Egle subarctica ingår i släktet Egle och familjen blomsterflugor. Arten är reproducerande i Sverige. Inga underarter finns listade i Catalogue of Life.